# 7 Brygada Strzelców (PSZ)
7 Brygada Strzelców (7 BS) – oddział piechoty Polskich Sił Zbrojnych.   

## Formowanie i zmiany organizacyjne
Utworzona 8 grudnia 1942 roku głównie na bazie 23 pułku piechoty. Od grudnia 1942 do marca 1943 roku w skład brygady wchodziły 19, 20 i 21 bataliony strzelców. W ramach brygady prowadzono dalsze szkolenie żołnierzy brygady na kursach w polskich i brytyjskich ośrodkach szkoleniowych, ponadto szkolono pododdziały brygady do organizacji walki na podstawie brytyjskich regulaminów i w posługiwaniu się brytyjskim i amerykańskim uzbrojeniem oraz wyposażeniem. Ponadto prowadzono stopniową poprawę warunków zdrowotnych i kondycyjnych żołnierzy. Do marca 1943 roku w ramach powołanych komisji personalnych dokonano przeglądu zdrowotnego żołnierzy, zwalniając ok. 10% stanu z uwagi na wiek i zdrowie.  Od reorganizacji 7 Dywizji Piechoty w marcu 1943 roku w 7 Brygadzie Strzelców pozostawiono 23 batalion piechoty i 24 batalion piechoty oraz dołączono 7 batalion ckm. Od marca 1943 roku do stycznia 1944 roku funkcjonowała zamiennie jako 7 Brygada Strzelców/7 Zapasowa Brygada Piechoty. Wchodziła w skład 7 Dywizji Piechoty/ 7 Dywizji Zapasowej Armii Polskiej na Wschodzie, a następnie Bazy 2 Korpusu Polskiego.

## Dowódca brygady
- ppłk Józef Kramczyński (12 XII 1942 - III 1943)[3]

## Skład organizacyjny
- Dowództwo 7 Brygady Strzelców z plutonem sztabowym[1][a][4]
- 19 batalion strzelców/ 22 batalion strzelców
- 20 batalion strzelców/ 23 batalion strzelców
- 21 batalion strzelców/ 24 batalion strzelców